# Botlektunnel
De Botlektunnel, geopend januari 1980, op de A15 van Rotterdam naar de Europoort, is gebouwd ter vervanging van de Botlekbrug, voltooid in 1956. Beide kruisen de Oude Maas. De Botlektunnel is toegestaan voor al het verkeer, uitgezonderd vervoer met gevaarlijke stoffen. Vervoerders van gevaarlijke stoffen moeten nog steeds over de brug.

## Ontwerp en bouwwijze
De tunnel bestaat uit twee buizen met elk drie rijstroken voor verkeer, met een extra, smalle buis in het midden die voor noodgevallen gebruikt kan worden. Het gesloten gedeelte van de tunnel is uitgevoerd als zinktunnel, bestaande uit vijf elementen (vier van 115 meter lengte en een van 87,5 meter) van 30,9 meter breed en 8,95 meter hoog. De toeritten zijn aan beide kanten gebouwd in openbouwputten. De westelijke toerit is 320 meter lang, de oostelijke 530 meter.
In 1975 is begonnen met de bouw van de tunnel. Als bouwdok voor de zinkelementen is hetzelfde dok gebruikt als voor de Beneluxtunnel, die in 1967 voltooid was. Nadat dit Madroeldok opnieuw uitgebaggerd was, begon de constructie van de tunnelelementen op 1 juni 1976.
Er waren plannen voor de aanleg van een tweede Botlektunnel. In het kader van de verbreding van de A15 is in 2015 echter een hogere en bredere brug gereed gekomen ter vervanging van de oude Botlekbrug. Er liggen twee maal twee rijstroken, een fietsstrook en een treinspoor op. De brug is belangrijk voor het vervoer van stoffen die de tunnel niet mogen passeren.
Er is ook een Botlekspoortunnel gebouwd, die in 2006 in gebruik is genomen. Dit was de eerste spoortunnel in Nederland die geboord werd.

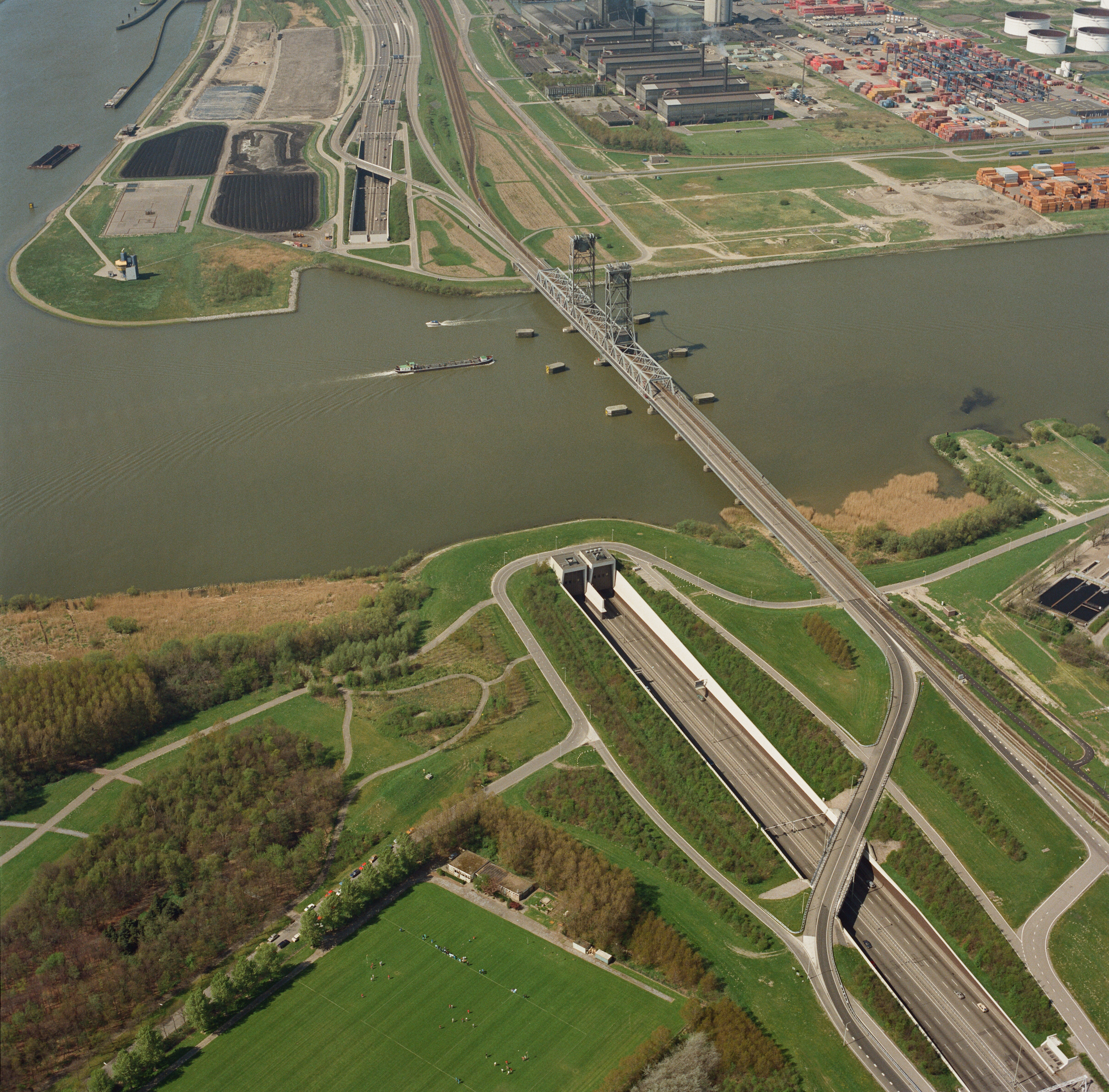
Luchtfotos van de Botlektunnel en de oude Botlekbrug (1988)